# Reproductor de medios digitales

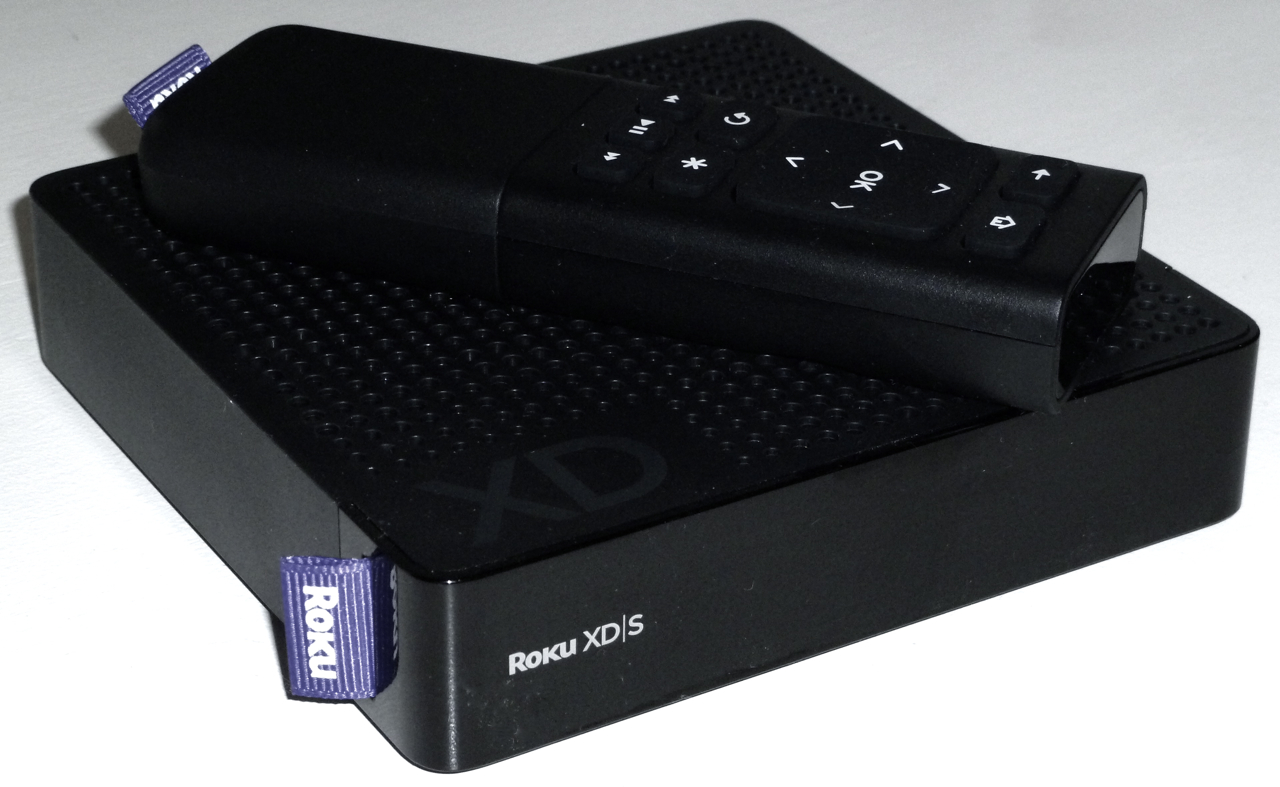
Los reproductores de medios digitales Roku XD / S funcionan con sitios populares de transmisión de medios como Prime Video y Netflix, así como contenido almacenado localmente.

Un reproductor de medios digitales o DMP es un dispositivo electrónico de entretenimiento doméstico, el cual puede conectarse a internet para emitir medios o archivos digitales como música, fotografías o videos. Los reproductores de medios digitales también pueden recibir archivos desde una computadora personal, o almacenamientos proveniente de la red u otro servidor en red, para reproducir tales archivos en una pantalla de televisión o en un proyector de video de teatro en casa. La mayoría de los reproductores multimedia digitales utilizan una interfaz de usuario de 3 metros, y muchos se operan y navegan a través de un control remoto. Algunos reproductores de medios digitales también tienen funciones de Televisión inteligente, como permitir a los usuarios reproducir archivos tales como versiones digitales de películas y programas de televisión, tanto desde internet o transmisiones de televisión.
Los reproductores multimedia digitales se introdujeron por primera vez en 2000. En la década de 2010, la principal diferencia entre un reproductor multimedia digital típico y los más avanzados fue la incorporación, en estos últimos, de un sintonizador de TV digital, capaz de recibir señales de transmisión de televisión por aire, por cable, satélite o IPTV.

## Descripción
En la década de 2010, con la popularidad de los reproductores multimedia portátiles y las cámaras digitales, así como las rápidas velocidades de descarga de internet y el almacenamiento masivo relativamente barato, muchas personas llegaron a poseer grandes colecciones de archivos multimedia digitales que no se podían reproducir en un equipo analógico convencional, sin conectar una computadora a un televisor y a un amplificador de sonido. El rápido crecimiento en la disponibilidad de contenido en línea ha facilitado a los consumidores el uso de estos dispositivos y la obtención de contenido. YouTube, por ejemplo, es un complemento común disponible en la mayoría de los dispositivos en red. Netflix también ha llegado a acuerdos con muchos fabricantes de productos electrónicos de consumo para que su interfaz esté disponible en el menú del dispositivo, para sus suscriptores de streaming. Esta relación simbiótica entre Netflix y los fabricantes de productos electrónicos de consumo le ha ayudado a impulsar a Netflix a convertirse en el servicio de video de suscripción más grande de los EE. UU., utilizando hasta el 20% del ancho de banda de EE. UU. En las horas punta.
Los reproductores multimedia a menudo están diseñados para ser compactos y asequibles, y tienden a contar con pantallas de hardware pequeñas o inexistentes, con simples indicadores de luces LED para informar si el dispositivo está encendido. La navegación de la interfaz en el televisor generalmente se realiza con un control remoto infrarrojo, mientras que los reproductores multimedia digitales más avanzados ya vienen con controles remotos de alto rendimiento que permiten el control de la interfaz mediante sensores táctiles integrados. Algunos controles remotos también incluyen acelerómetros para funciones de mouse aéreo que permite acciones básicas de movimiento. La mayoría de los dispositivos de reproducción de medios digitales no pueden reproducir medios de audio o video físicos directamente, y en su lugar requieren que un usuario convierta estos medios en archivos digitales reproducibles. También suelen ser incapaces de grabar audio o video. En la década de 2010, también fue común encontrar la funcionalidad del reproductor de medios digitales integrada en otros dispositivos electrónicos de consumo, como reproductores de DVD, decodificadores, televisores inteligentes o incluso consolas de videojuegos.

### Terminología
Los reproductores de medios digitales también se conocen comúnmente como: «digital media extender», «digital media streamers», «digital media hub», «digital media adapter» o «digital media receiver» (que no debe confundirse con el receptor AV que también se denominan «Digital Media Renderer»).

## Características

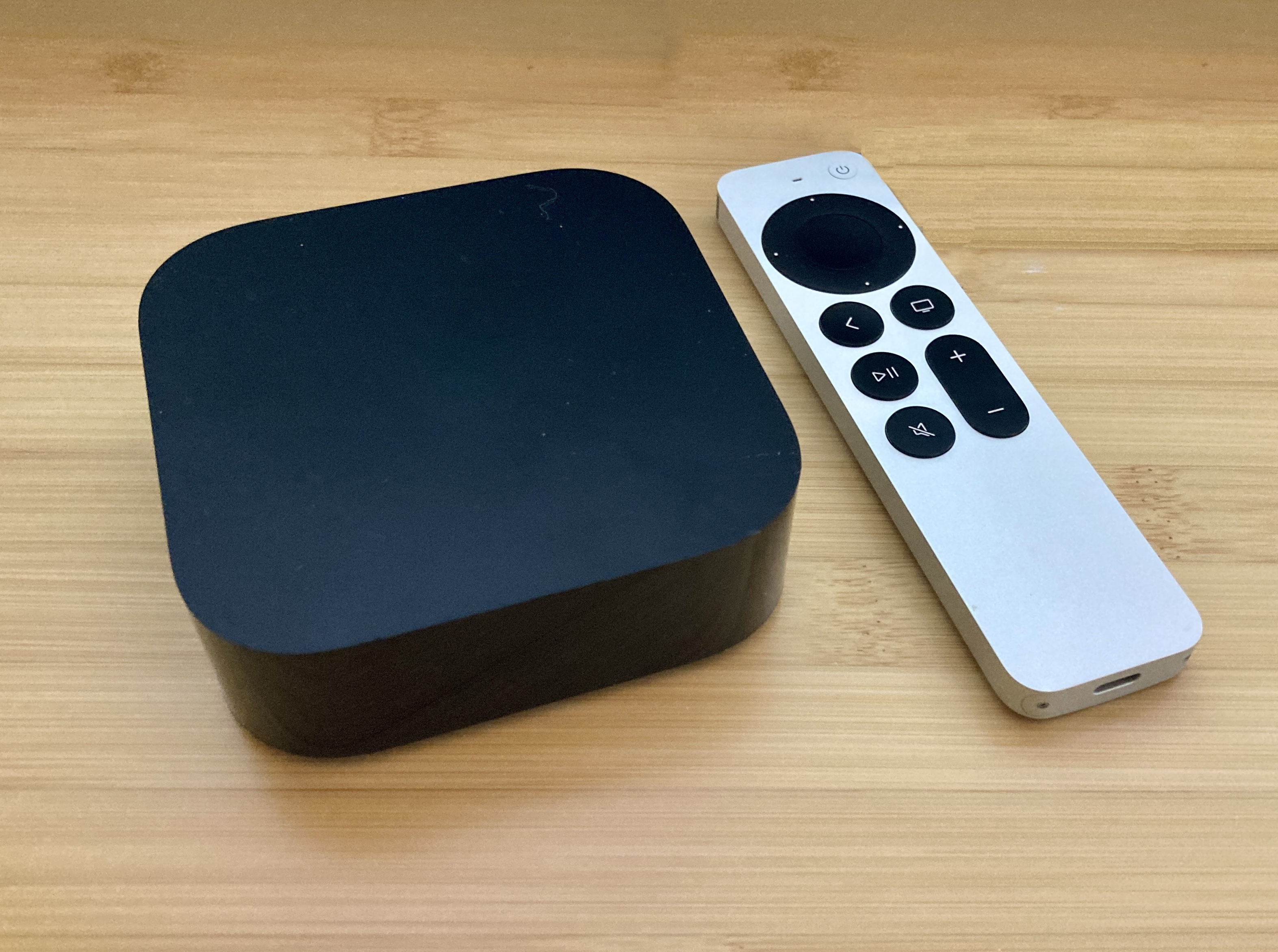
Apple TV 4K de tercera generación.

Un reproductor de medios digitales puede conectarse a la red doméstica mediante una conexión inalámbrica (IEEE 802.11a, b, gy n) o una conexión por cable de Ethernet. Los reproductores multimedia digitales incluyen una interfaz que permite a los usuarios navegar a través de su biblioteca multimedia digital, buscar y reproducir archivos multimedia. Algunos reproductores multimedia digitales sólo manejan música; algunos manejan música e imágenes; algunos manejan música, fotos y videos; mientras que otros van más allá para permitir la navegación en internet o ver TV gracias a un sintonizador incorporado.
En la década de 2010, algunos de los reproductores de medios digitales independientes en el mercado eran AC Ryan, Asus, Apple (por ejemplo, Apple TV), NetGear (por ejemplo, modelos NTV y NeoTV), Dune, iOmega, Logitech, Pivos Group, Micca, Sybas (Popcorn Hour), Amkette EvoTV, D-Link, EZfetch, Fire TV, Android TV, Pinnacle, Xtreamer y Roku, solo por nombrar algunos. Los modelos en el mercado están cambiando con frecuencia.